# Bistrița (okręg Vâlcea)
Bistrița – wieś w Rumunii, w okręgu Vâlcea, w gminie Costești. W 2011 roku liczyła 926 mieszkańców.